# Подгородье (Ленинградская область)
Подгоро́дье — деревня в Лужском районе Ленинградской области, входит в состав Заклинского сельского поселения.

## История
Деревня Смычково упоминается в писцовой книге Водской пятины 1500 года в Дмитриевском Городенском погосте Новгородского уезда.
Затем, деревня Смычково упоминается на карте Санкт-Петербургской губернии 1792 года, А. М. Вильбрехта.
На карте Санкт-Петербургской губернии Ф. Ф. Шуберта 1834 года обозначены уже две смежные, деревня Подгороды и деревня Смычково помещика Трофимова.

СМЫЧКОВО — деревня, принадлежит тайному советнику сенатору Ивану Трофимову, число жителей по ревизии: 8 м. п., 10 ж. п.; 

Супруге его Надежде Трофимовой принадлежит: 1 м. п.

Капитанше Анне Плотниковой принадлежит: 1 м. п.

ПОДГОРОДЬЕ — деревня, принадлежит сенатору Ивану Трофимову, число жителей по ревизии: 28 м. п., 30 ж. п.; 

Полковнику Евстигнею Тыртову принадлежит: 4 м. п., 6 ж. п.; 

Сенатора Трофимова малолетнему сыну Александру: 3 м. п., 2 ж. п.; (1838 год)

Деревня Подгородье и мыза Смычкова отмечены на карте профессора С. С. Куторги 1852 года.

СМЫЧКОВО — мыза господина Трофимова, по просёлочной дороге; 

ПОДГОРЬЕ — деревня господина Трофимова, по просёлочной дороге, число дворов — 17, число душ — 48. (1856 год)

Согласно X-ой ревизии 1857 года деревня Подгородье состояла из двух частей:

1-я часть: число жителей — 42 м. п., 47 ж. п.

2-я часть: число жителей — 5 м. п., 9 ж. п.

СМЫЧКОВО — мыза владельческая при реке Луге, число дворов — 3, число жителей: 19 м. п., 9 ж. п.

ПОДГОРОДЬЕ — деревня владельческая при реке Луге, число дворов — 12, число жителей: 41 м. п., 48 ж. п. (1862 год)

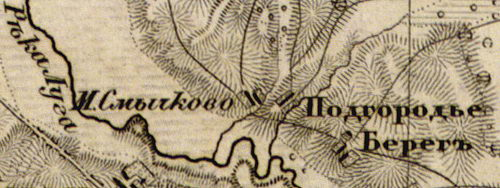
Деревня Подгородье на карте 1863 года

Согласно карте из «Исторического атласа Санкт-Петербургской Губернии» 1863 года рядом с деревней Подгородье находилась мыза Смычково и деревня Берег.
В 1867 году временнообязанные крестьяне деревни выкупили свои земельные наделы у А. Н. Цылова и стали собственниками земли.
В 1871—1872 годах временнообязанные крестьяне выкупили свои земельные наделы у С. И. фон Кальдерман.
Согласно подворной описи Крюковского общества Кологородской волости 1882 года, деревня Подгородье состояла из двух частей:

1) бывшее имение Цылова, домов — 31, душевых наделов — 41, семей — 28, число жителей — 65 м. п., 72 ж. п.; разряд крестьян — собственники.

2) бывшее имение Кельдерман, домов — 2, душевых наделов — 7, семей — 3, число жителей — 10 м. п., 11 ж. п.; разряд крестьян — собственники.
В XIX веке деревня административно относилась к Кологородской волости 1-го стана Лужского уезда Санкт-Петербургской губернии, в начале XX века — 2-го стана.
По данным «Памятной книжки Санкт-Петербургской губернии» за 1905 год деревня Подгородье входила в состав Крюковского сельского общества.
С 1917 по 1919 год деревня входила в состав Подгородского сельсовета Кологородской волости Лужского уезда.
С 1920 по 1923 год — в состав Крюковского, затем Слапского сельсовета.

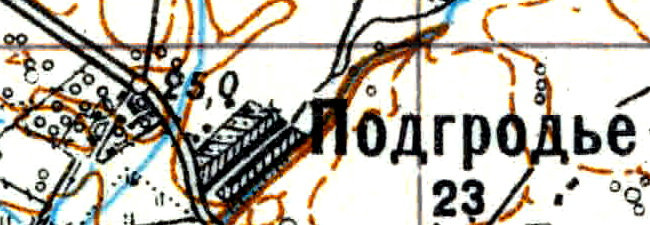
Деревня Подгородье на карте 1926 года

Согласно топографической карте 1926 года деревня насчитывала 23 двора.
В 1928 году население деревни составляло 133 человека.
По данным 1933 года деревня Подгородье входила в состав Слапского сельсовета Лужского района.
С декабря 1933 года — в составе Лужского сельсовета.
C 1 августа 1941 года по 31 января 1944 года деревня находилась в оккупации.
В 1958 году население деревни составляло 74 человека.
По данным 1966, 1973 и 1990 годов деревня Подгородье входила в состав Лужского сельсовета Лужского района с административным центром в деревне Заклинье.
В 1997 году в деревне Подгородье Заклинской волости проживали 63 человека, в 2002 году — 69 человек (русские — 96 %).
В 2007 году в деревне Подгородье Заклинского СП — 51.

## География
Деревня расположена в юго-восточной части района на автодороге 41К-141 (Великий Новгород — Луга), к юго-востоку от районного центра города Луга.
Расстояние до административного центра поселения — 7 км.
Расстояние до ближайшей железнодорожной станции Луга — 9 км.
К югу от деревни протекает река Луга.
Ближайшие населённые пункты: деревни Крюково и Берег.

## Демография
| 1862 | 2007 | 2010 | 2017 |
| ---- | ---- | ---- | ---- |
| 92   | ↘51  | ↘46  | ↗64  |

## Улицы
Малиновая, Новгородская, Лесная.